# Rode loper (vloerbedekking)
Een rode loper is een langwerpig rood vloerkleed.

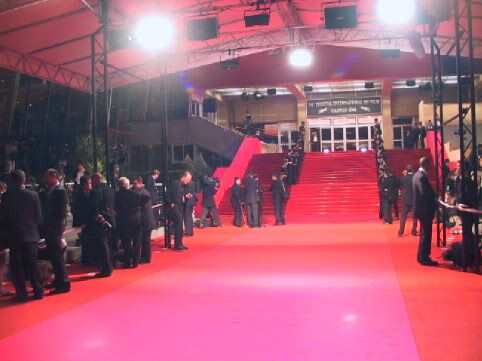
De beroemde rode loper tijdens het Filmfestival van Cannes

## Gebruik
De rode loper wordt vaak gebruikt bij officiële aangelegenheden, feesten of herdenkingen. Men denkt bij de rode loper aan hoogwaardigheidsbekleders, maar een rode loper kan door iedereen worden gebruikt en is steeds populairder voor bruiloften. 

## Variaties
Tegenwoordig zijn de rode lopers al lang niet altijd rood meer. Ze zijn nu te verkrijgen in allerlei kleuren. In de Efteling werd bij de opening en sluiting van het Spookslot in 1978 en 2022 en de opening van zijn opvolger Danse Macabre in 2024 zelfs een zwarte loper gebruikt om de mensen toe te laten tot de attracties. Dit paste beter bij het thema van deze attracties. Ook de grootte van de lopers loopt erg uiteen. De rode loper is vaak een onderdeel van een beurs of tentoonstelling.

## Langste rode loper
De langste rode loper ter wereld was uitgerold door Hebo Verhuur in Haarlem ter gelegenheid van de Haarlem ShoppingNight op 16 juni 2011. De loper had een lengte van 5149 meter. Alle winkelstraten in de binnenstad werden met elkaar verbonden. De loper diende als ultiem teken van gastvrijheid en symboliseerde de samenwerking tussen de verschillende partijen in de stad. Bovendien vormde hij een fysieke verbinding tussen de diverse winkelstraten en programmaonderdelen van de ShoppingNight. De loper en daarmee de Haarlem ShoppingNight 2011 werden feestelijk geopend door de Haarlemse schrijfster en actrice Elle van Rijn, in samenwerking met cancandansers van Danshuis Haarlem. Een notaris zorgde samen met Hebo Verhuur voor de wettige meting. Het record is officieel opgenomen in het Guinness Book of Records.